# Epacmus tomentosus
Epacmus tomentosus är en tvåvingeart som beskrevs av Axel Leonard Melander 1950. Epacmus tomentosus ingår i släktet Epacmus och familjen svävflugor. Inga underarter finns listade i Catalogue of Life.